# Abrecovo (Gouvinhas)
Abrecovo era, em 1747, uma aldeia portuguesa da freguesia de Santa Maria Madalena de Gouvinhas, termo de Vila Real. Subordinada à Comarca Eclesiástica de Vila Real, Arcebispado de Braga, pertencendo à Província de Trás-os-Montes. Tinha doze vizinhos e uma ermida dedicada ao Divino Espírito Santo.
Na atualidade, Abrecovo pertence à Freguesia de Gouvinhas, concelho de Sabrosa e distrito de Vila Real.